# Notiobiella israeli
Notiobiella israeli är en insektsart som först beskrevs av Alayo 1968.  Notiobiella israeli ingår i släktet Notiobiella och familjen florsländor. Inga underarter finns listade i Catalogue of Life.